# Laisse tomber les filles
A Laisse tomber les filles egy francia dal, melynek szerzője Serge Gainsbourg, első előadója pedig France Gall volt. Az elsőként 1964-ben bemutatott dal a yé-yé stílus egyik korai, francia nyelvű reprezentánsa volt, amit később más előadók is előadtak, még közel fél évszázaddal a keletkezése után, a 2010-es években is.

## A dal adatlapja
- Cím: Laisse tomber les filles
- Zene és szöveg: Serge Gainsbourg
- Első előadó: France Gall
- Zenei rendező: Alain Goraguer
- Zenészek:
  - Zongora: Alain Goraguer
  - Gitár: Léo Petit
  - Basszusgitár: Pierre Michelot
  - Dob: Christian Garros
- Producer: Denis Bourgeois
- Bemutató éve: 1964
- Kiadó: Sidonie
- Megjelenés: 1964. augusztus
- Időtartam: 2:10

## A dal szövege
A dal címadó sora, ami a szám refrénje is, szabad fordításban annyit jelent, hogy "hagyd békén a lányokat"; a szöveg üzenete pedig annyiban summázható, hogy "te is megkapod a magadét". Maga a szöveg egy összetört szívű lányról szól, aki arra figyelmezteti a szívét összetörő fiút, hogy ha nem "hagyja békén a lányokat", az lesz a vége, hogy össze fog törni az ő szíve is. A dal jellegzetességéhez az is hozzájárul, hogy a szöveg tartalma jelentős ellentétben áll a yé-yé stílusú dallam fülbemászóan könnyed voltával.

## Feldolgozások
- 1982: The Honeymoon Killers
- 1995: April March
- 1996: Alice Dona
- 1996: Michael von der Heide
- 1997: God Is My Co-Pilot
- 2001: Gildor Roy
- 2004: Fabienne Delsol
- 2006: Mareva Galanter
- 2007: April March – Quentin Tarantino: Grindhouse: Halálbiztos
- 2009: April March
- 2009: Pépé ( Québec)
- 2009: Skye
- 2010: The Hillbilly Moon Explosion
- 2011: Marième Ndiaye( Québec)
- 2011: The Weeknd ( Ontario)

## Lásd még
- Más dalok, amiket Serge Gainsbourg szerzett France Gall számára:
  - N'écoute pas les idoles (1964)
  - Poupée de cire, poupée de son (1965)
  - Attends ou va-t'en (1965)
  - Nous ne sommes pas des anges (1965)
  - Baby Pop (1966)
  - Les Sucettes (1966)
  - Néfertiti (1967)
  - Teenie Weenie Boppie (1967)
  - Dents de lait dents de loup (duó, 1967; dvd kiadása 1994)
  - Qui se souvient de Caryl Chessman? (1967, kiadatlan)
  - Frankenstein (1972)
  - Les Petits Ballons (1972)